# Legacy of Kings
Legacy of Kings je drugi album Švedskog power metal sastava Hammerfall.

## Pjesme
| 1.    | »Heeding the Call«                    | 4:30 |
| 2.    | »Legacy of Kings«                     | 4:13 |
| 3.    | »Let the Hammer Fall«                 | 4:14 |
| 4.    | »Dreamland«                           | 5:40 |
| 5.    | »Remember Yesterday«                  | 5:05 |
| 6.    | »At the End of the Rainbow«           | 4:04 |
| 7.    | »Back to Back« (obrada Pretty Maidsa) | 3:37 |
| 8.    | »Stronger than All«                   | 4:27 |
| 9.    | »Warriors of Faith«                   | 4:43 |
| 10.   | »The Fallen One«                      | 4:23 |
| 44:56 |                                       |      |

## Zasluge
HammerFall
- Patrik Räfling – bubnjevi
- Joacim Cans – vokal
- Oscar Dronjak – gitara, prateći vokal
- Stefan Elmgren – gitara
- Magnus Rosén – bas-gitara